# Michael Berenbaum
Michael Berenbaum (* 31. Juli 1945 in Newark, New Jersey) ist ein US-amerikanischer Gelehrter, Professor, Rabbiner, Schriftsteller und Filmemacher, der sich auf die Erforschung des Gedenkens an den Holocaust spezialisiert hat.

## Leben
Michael Berenbaum wurde bekannt als stellvertretender Direktor des Kabinetts des Präsidenten der Commission über den Holocaust (1979–1980), als Projektleiter des United States Holocaust Memorial Museum (USHMM) (1988–1993) und als Direktor des Holocaust Research Institut des USHMM (1993–1997). In dieser Position agierte Berenbaum verantwortlich bei der Schaffung des USHMM und der Inhalte der dauerhaften Ausstellungen. Von 1997 bis 1999 diente Berenbaum als Präsident und CEO der Überlebenden der Shoah Visual History Foundation, und anschließend als Direktor des Sigi Ziering Instituts: Dieses erforscht die ethischen und religiösen Implikationen des Holocausts, und ist Teil der amerikanisch-jüdischen Universität (früher bekannt als die Universität des Judentums) in Los Angeles, Kalifornien. Berenbaum trat in TV-Dokumentationen des Senders Arte über den Holocaust als Sachverständiger auf.
Berenbaum absolvierte im Jahr 1967 das Queens College mit einem Bachelor of Arts und erhielt 1975 seinen Doktortitel von der Florida State University. Er besuchte darüber hinaus die Hebrew University, das Jewish Theological Seminary of America und die Boston University. Berenbaum erhielt die Semicha von Rabbi Yaakov Rabin im Alter von 23 Jahren.
Berenbaum hatte Lehraufträge auf der Florida State University, Yale University, Georgetown University, Wesleyan University, George Washington University, University of Maryland, College Park und American University, und ist zurzeit Professor der Judaistik an der American Jewish University (Los Angeles).
Er ist Autor und Herausgeber von achtzehn Büchern, darunter After Tragedy and Triumph, eine Studie über die Lebensumstände der amerikanischen Juden der frühen 1990er Jahre, sowie The World Must Know, Anatomy of the Auschwitz Death Camp. Berenbaum ist Chefredakteur des New Encyclopedia Judaica, 2. Aufl., die 22 Bände, 6 Millionen Wörter, und 25.000 einzelne Beiträge zu jüdischem Wissen enthalten. Publiziert wurde es im Dezember 2006 (ISBN 0-02-865928-7). Es gewann die Dartmouth Medal of the American Library Association für das hervorragende Nachschlagewerk von 2006.
Berenbaum koproduzierte One Survivor Remembers: The Gerda Weissmann Klein Story, ein Film, der mit einem Academy Award, einem Emmy Award und den Cable Ace Award ausgezeichnet wurde. Er war der Chef historischer Berater für „Last Days“, der ebenfalls einen Oscar im Jahr 1998 gewann. Im Jahr 2001 war Berenbaum historischer Berater für History Channels „The Holocaust: The Untold Story“, der den CINE Golden Eagle Award erhielt und eine Silbermedaille bei der US International Film und Video Festival gewann. Er war zudem Produzent eines Filmes mit dem Titel Desperate Hours, indem die einzigartige und nur selten anerkannte Rolle der Republik Türkei an der Rettung von Juden vor der „Endlösung“ des nationalsozialistischen Deutschlands thematisiert wird und Produzent von „About Face: The Story of The Jewish Refugee Soldiers of WWII“. Des Weiteren war Berenbaum Produzent von „Swimming in Auschwitz“ und war Berater für„Defiance“ und „Uprising“.
Berenbaums Frau, Melissa Patack Berenbaum, ist die Vizepräsidenten und Geschäftsführerin der Motion Picture Association of America (MPAA), California Group, und Präsidentin des California Ortsverbandes der MPAA. Berenbaum ist Vater von vier Kindern.
Er ist das Vorbild für den Charakter Monty Pincus in Tova Reichs satirischem Roman My Holocaust von 2007.

## Veröffentlichungen (Auswahl)
- The Madness of Contemporary Times (Memento vom 9. März 2012 im Internet Archive) by Michael Berenbaum
- The Complexity of the Jewish Narrative in Our Times (Memento vom 19. März 2012 im Internet Archive) by Michael Berenbaum
- More articles by Michael Berenbaum on the Berman Jewish Policy Archive @ NYU Wagner